# Rivarolo Canavese
Rivarolo Canavese là một đô thị ở tỉnh Torino trong vùng Piedmont, có vị trí cách khoảng 30 km về phía bắc của Torino, nước Ý. Tại thời điểm ngày 31 tháng 12 năm 2004, đô thị này có dân số 11.976 người và diện tích là 32,3 km².
Đô thị Rivarolo Canavese có các frazioni (các đơn vị trực thuộc, chủ yếu là các làng) Vesignano, Pasquaro, và Argentera.
Rivarolo Canavese giáp các đô thị: Castellamonte, Salassa, Ozegna, Favria, Ciconio, Lusigliè, Feletto, Oglianico, Bosconero, Rivarossa, và Lombardore.